# Церква Святої Параскеви (Мирне)
Церква Святої Параскеви (Храм Преподобної Параскеви Сербської) — храм Древлеправославної церкви України  в селі Мирне (раніше Карячка) Ізмаїльського району Одеської області. Пам'ятка архітектури місцевого значення.

## Історія
На місці нинішньої церкви раніше існувала "плетнева каплиця" на честь Свята Покрови Божія Матері, побудована в першій чверті XIX століття. Не пізніше 1869 року каплиця переосвячена на ім'я Преподобної Параскеви 14 жовтня (за новим стилем - 27 жовтня).
У 1874 роц споруджена нова церква.  Першим старообрядницьким священником у Карячці в 1870-х роках став Сисой Гуров. До цього громадою керували псаломники, а для здійснення святих таїнств зверталися до священників сусідніх старовірських поселень .

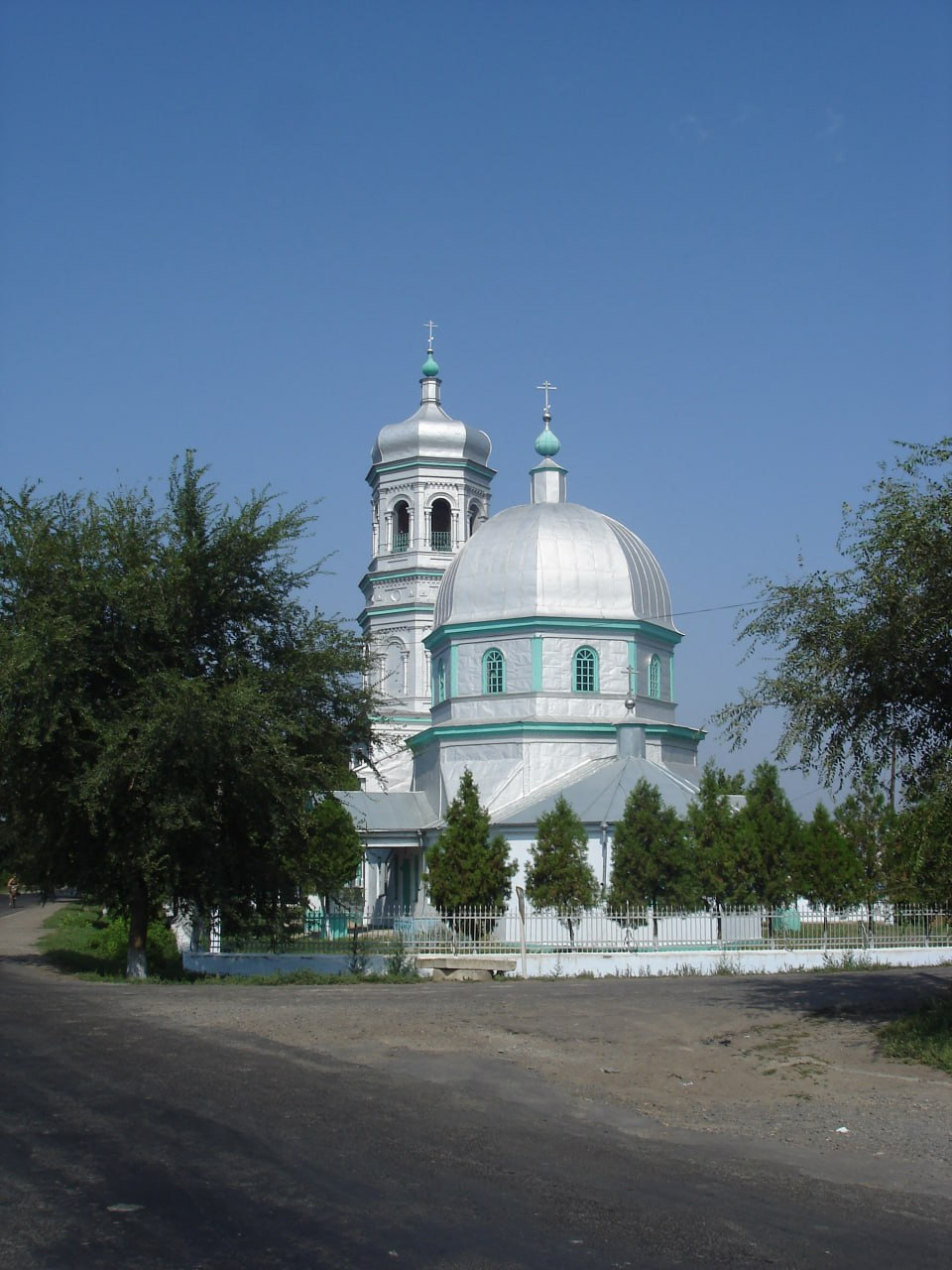
Церква Святої Параскеви

У 1898 році церква була самовільно розширена та піднята. Через це церковні попечителі були засуджені до грошового штрафу. У зв'язку з їхньої неплатоспроможністю штраф замінили на арешт. Справа завершилась відбуттям покарання попечителів у арештантському будинку при поліції.
У період 1909-1910 років церква Святої Параскеви зазнала подальших змін. У 1909 році навколо храму споруджена залізна огорожа.Також була побудована дзвіниця, яка наприкінці 1920-х років здобуває сучасного вигляду.
Церква ні в румунський, ні в радянський період не закривалася. Хоча в румунський період (1918-1940 роки) молодь змушували не лише навчатися на румунській мові, а й відвідувати сільську православну церкву Михаїла Архангела, а не древлеправославну (старообрядницьку).

## Зовнішній та внутрішній вигляд
Храм, зведений у 1874 році, являв собою споруду, що за технікою виконання нагадувала житловий будинок, але більших розмірів. Це була однокупольна одноапсидна будівля, де восьмигранний барабан куполу спирався безпосередньо на бокові стіни.
Особливу історико-культурну цінність представляє художнє оздоблення Параскевської церкви, що є результатом роботи кількох поколінь місцевої самобутньої школи "липованського письма". Інтер'єр церкви вважається одним з найцікавіших та найповніше збережених комплексів народного іконопису старобрядницького Придунав'я. Більшість ікон церковного зібрання виконані місцевими іконописцями в період з початку ХІХ до кінці ХХ століття. Характерною рисою цього зібрання є відсутність творів як російського іконопису, так і давнього, дониконівського, письма.